# Lithophaga pulchra
Lithophaga pulchra is een tweekleppigensoort uit de familie van de Mytilidae. De wetenschappelijke naam van de soort is voor het eerst geldig gepubliceerd in 1919 door Jousseaume.